# 가난정 (미야기현)
가난정(河南町)은 2005년까지 일본 미야기현 모노군에 속했던 정이다. 현재는 이시노마키시의 일부이다.

## 역사
- 1955년 3월 21일 - 가노마타촌, 기타촌, 스에촌, 히로부치촌, 마에야치촌과 합병해 가난정이 성립하였다.
- 2005년 4월 1일 - 이시노마키시, 모노정, 오가쓰정, 가호쿠정, 기타카미정, 오시카정과 합병해 새로운 이시노마키시가 되었다.

## 교통

### 철도
- JR이시노마키선
  - 마에야지역 - 가케야마역 - 가노마타역 - 소바노카미역
- JR게센누마선
  - 마에야지역 - 와부치역

### 도로
- 일반 국도
  - 국도 45호
  - 국도 108호
- 현도
  - 미야기현도 21호 가난 요네야마선
  - 미야기현도 29호 가난 쓰키칸선
  - 미야기현도 43호 야모토 가난선
  - 미야기현도 191호 가마타 정거장 코부치선
  - 미야기현도 195호 마에야치 정거장선
  - 미야기현도 231호 가마타 정거장선
  - 미야기현도 204호 가난 나루세선
  - 미야기현도 257호 가난 도메선
  - 미야기현도 265호 가난 이시노마키항 인터선